# Алиева, Боюкханым Гасанбала кызы
 Боюкханым Гасанбала кызы Алиева (азерб. Böyükxanım Həsənbala qızı Əliyeva; род. 28 сентября 1945, Хачмаз, Азербайджанская ССР, СССР) — азербайджанская актриса, Народная артистка Азербайджанской Республики (2000).

## Биография
Алиева Боюкханым Гасанбала кызы родилась 28 сентября 1945 года в Хачмазе. Окончила Азербайджанский государственный университет культуры и искусств в 1973 году. С того года она работает актрисой Лянкяранского государственного драматического театра. Роли: Гермиона («Зимняя сказка», У. Шекспир), Амалия («Беглецы», Ф. Шиллер), Гюльтекин («Айдын», Дж. Джаббарлы), Садая («Ты не горишь», Н. Хазри)), Нихал («После дождя», Б.Вагабзаде), Санам тетушка («Добрый человек», М.Ибрагимов), Анхель, Айнур («Уничтоженные дневники», «В хрустальном дворце», И.Эфендиев), комиссар («Оптимистическая трагедия», В.Вишневский) и т. д.
За этот период Б.Алиева исполнила на сцене театра более 100 ролей.
Б.Алиева является членом правления партии «Ени Азербайджан» и профсоюзной организации.
Она жена заслуженного артиста Тевеккюля Алиева.

## Награды
- Заслуженный артист Азербайджанской ССР — 2 апреля 1979 г.[2]
- Народный артист Азербайджанской Республики — 28 октября 2000 г.
- Персональная пенсия Президента Азербайджанской Республики — 9 мая 2024 г.[3]
- Награда Президента Азербайджанской Республики — 30 апреля 2014 года.[4]
- Награда Президента Азербайджанской Республики — 6 мая 2015 г.[5]
- Награда Президента Азербайджанской Республики — 6 мая 2016 г.[6]
- Награда Президента Азербайджанской Республики — 1 мая 2017 года.[7]
- Награда Президента Азербайджанской Республики — 9 мая 2018 года.[8]
- Награда Президента Азербайджанской Республики — 10 мая 2019 года.[9]
- Награда Президента Азербайджанской Республики — 7 мая 2020 г.[10]

## Роли из спектаклей, которые она сыграла
- И. Эфендиева «Семья Атаевых» — г-жа Дилшад
- М. Ибрагимов «Крестьянка» — Фиалка
- Ж. Б. Мольер «Трюфель» — Дорина
- У. Шекспир «Зимняя сказка» — Кермона
- Ф. Шиллер «Беглецы» — Амалия
- И. Эфендиева «Уничтоженные дневники» — Ангел
- Дж. Джаббарлы «Айдын» — Гюльтекин
- И. Эфендиева «Я не могу забыть» — Нармин
- М. Гусейн «Алов» — Друг
- Гоголь «Ревизор» — Анна Андреевна.
- С. Вургун «Вакиф» — Хураман
- С. Вургун «Фархад и Ширин» — Махинбану
- Анар «Тахмина и Заур» — Тахмина
- А. Хагвердиев «Распадающийся альянс» — Конец
- Ш. Гурбанов «Без тебя» — Радость
- В. Нусич «Жена министра» — госпожа
- М. Алиев «Крик матери» — Бейим
- В.Вишневский «Оптимистическая трагедия» — Комиссар
- Х. Мирламов «Достоинство» — Мать
- Б. Вагабзаде «После дождя» — Нихал
- А. Амирли «Его два ребра» — Газель
- Х. Мирламов «Панах Хан Джаваншир» — Сусанбар
- Дж. Фигейредо «Эзоп» — Клей
- Софокл «Царь Эдип» — Иокаста

## Фильмография
1. Городские жнецы (фильм, 1986)
2. Извините, я не смог прийти (фильм, 2015)
3. 28 июня (фильм, 2016)